# Carlos Vazconcelos
Carlos Vazconcelos (Tianguá, Ceará), é um professor e escritor brasileiro.

## Carreira
Carlos Vazconcelos é graduado em Letras, pela Universidade Estadual do Ceará (UECE), mestre em Literatura Comparada, pela Universidade Federal do Ceará (UFC), doutor em Literatura Comparada pela Universidade Federal do Ceará (UFC).[carece de fontes?]
Publicou em 2008 o livro de contos "Mundo dos Vivos", ganhador dos prêmios Osmundo Pontes de Literatura e Clóvis Rolim de Contos, ambos da Academia Cearense de Letras. Em 2013 lançou o o livro “Os dias roubados”, romance que obteve, em 2011, o Prêmio de Incentivo às Artes da Secretaria da Cultura do Estado do Ceará, e "Parquelândia: bairro com personalidade", da coleção Pajeú (Secultfor). Tem alguns livros de poesia inéditos.[carece de fontes?]
Tem contos publicados em diversas antologias no Ceará, além de ter ganhado outros prêmios: Prêmio Cidade de Fortaleza (2000, poesia), Prêmio Ideal Clube (2011 e 2017). Também escreve crônicas e poemas, ainda não publicados em livros.[carece de fontes?]
Professor substituto no curso de Letras da Universidade Estadual do Ceará (UECE). Professor na primeira Especialização em Escrita Literária do Norte e Nordeste, pela FBUni, criada pela escritora Socorro Acioli. Atuou durante 10 anos no Sesc/CE como Redator, Supervisor Regional de Literatura e Gerente de Cultura, onde produziu e mediou diversos projetos de Literatura, entre eles o "Bazar das Letras", circuito de entrevistas com escritores e lançamento de livros. Trabalhou na produção de diversas edições da Mostra Sesc Cariri de Culturas.[carece de fontes?]